# リソース管理
リソース管理（英: resource management）または資源管理 は、組織研究の分野では、必要なときに組織のリソースを効率的かつ効果的に開発することを指す。リソースとは、財源、在庫、人的スキル、生産リソース、情報技術（IT）、天然資源などのこと。
プロジェクト管理の分野では、リソースを割り当てるための最良のアプローチに関するプロセス、技術と考え方が開発された。これらには、機能的リソース割り当てと機能間リソース割り当てや、プロジェクト管理のプロジェクト管理知識体系（PMBOK）方法論を通じてプロジェクトマネジメント協会（PMI）などの組織によって支持されているプロセスに関する議論が含まれる。リソース管理は、活動リソースの見積もりとプロジェクトの人的リソース管理の重要な要素である。どちらも、プロジェクトを正常に実行および監視するための包括的なプロジェクト管理計画の重要なコンポーネントである。プロジェクト管理のより大きな分野の場合と同様に、プロジェクトへのリソース割り当てのプロセスと、リソースの供給と需要を含むポートフォリオリソースの透明性を自動化および支援するリソース管理ソフトウェアツールが利用可能である。これらのツールの目標は、通常、次のことを保証することである。（i）プロジェクトに必要な特定のスキルセットと必要なプロファイルを持つ従業員が組織内にいること、（ii）採用する新入社員の数とスキルセットを決定すること、および（iii）さまざまなプロジェクトに労働力を割り当てること。 専門サービスおよびコンサルティング組織内では、これらのツールとプロセスの有効性は、通常、請求可能な使用率を測定することで監視される。

## 企業のリソース管理プロセス
大規模な組織では通常、企業リソース管理プロセスが既に定義されている。これは主に、リソースが複数のプロジェクトに過剰に割り当てられないことを保証する。 ピーター・ドラッガーは、断片化が結果を阻害するため、新しいプロジェクトが開始されるたびに、見込みの少ないイニシアチブを放棄して、リソースに集中する必要があると書いている。 

## テクニック
リソース管理手法の1つに、リソースの平準化がある。これは、手持ちのリソースの在庫を平準化し、過剰と不足の両方を削減するのが目的である。
必要なデータは、さまざまなリソースの需要と、その合理的な範囲で将来の期間ごとの予測、それらの需要に必要なリソースの構成、およびリソースの供給と、その合理的な範囲で将来の期間ごとの供給である。
目標は100％の使用率を達成することだが、それは難しい。特に重要なメトリックによって重み付けされ、たとえば、最小のサービスレベルを満たすが、それ以外の場合はコストを最小限に抑えるという制約がある場合などは難しい。プロジェクトリソース割り当てマトリックス（PRAM）は、さまざまなプロジェクトに対するリソース割り当てを視覚化するために維持される。
原則は、保存された機能としてリソースに投資し、必要に応じて機能を解き放つことである。
リソース管理には、リソース開発も含まれている。現在のリソースを廃棄して要求される機能を持つ別のリソースに置き換えるよりも少ない投資で、必要な新しい機能を開発することで、要件を満たすことができる。
保全において、リソース管理は、自然システムを維持するために行われる。例としては、空気資源管理、土壌保全、林業、野生生物管理、水資源管理などが挙げられる。天然資源管理（NRM）も、広義の用語としてとらえられる。
一言で言えば、リソース管理は、利用可能なリソースを効率的、効果的、経済的に使用する方法を見つけるプロセスである。 